# Studio Filmowe „Kadr”
Studio Filmowe „Kadr” (SF „Kadr”), wcześniej Zespół Autorów Filmowych „Kadr”, Zespół Filmowy „Kadr” – niegdyś najstarsze z ówcześnie działających, polskie studio produkcji filmów, powstałe 1 maja 1955. Do 2009 roku wyprodukowano w nim ok. 150 filmów. Studio posiada prawa do swoich, jak również i do wielu (ponad 400) odziedziczonych filmów po nieistniejących już dziś państwowych Zespołach i Studiach Filmowych. 1 października 2019 włączone do Wytwórni Filmów Dokumentalnych i Fabularnych.

## Historia
Do 30 kwietnia 1968 studio działało jako Zespół Filmowy „Kadr”. W wyniku konfliktu z PRL-owskimi władzami (nagonka – marzec 1968) zostało rozwiązane. Po czterech latach, 1 stycznia 1972 roku, wznowiło działalność jako Studio Filmowe „Kadr”. W 2011 roku połączyło się ze Studiem Filmowym Oko.

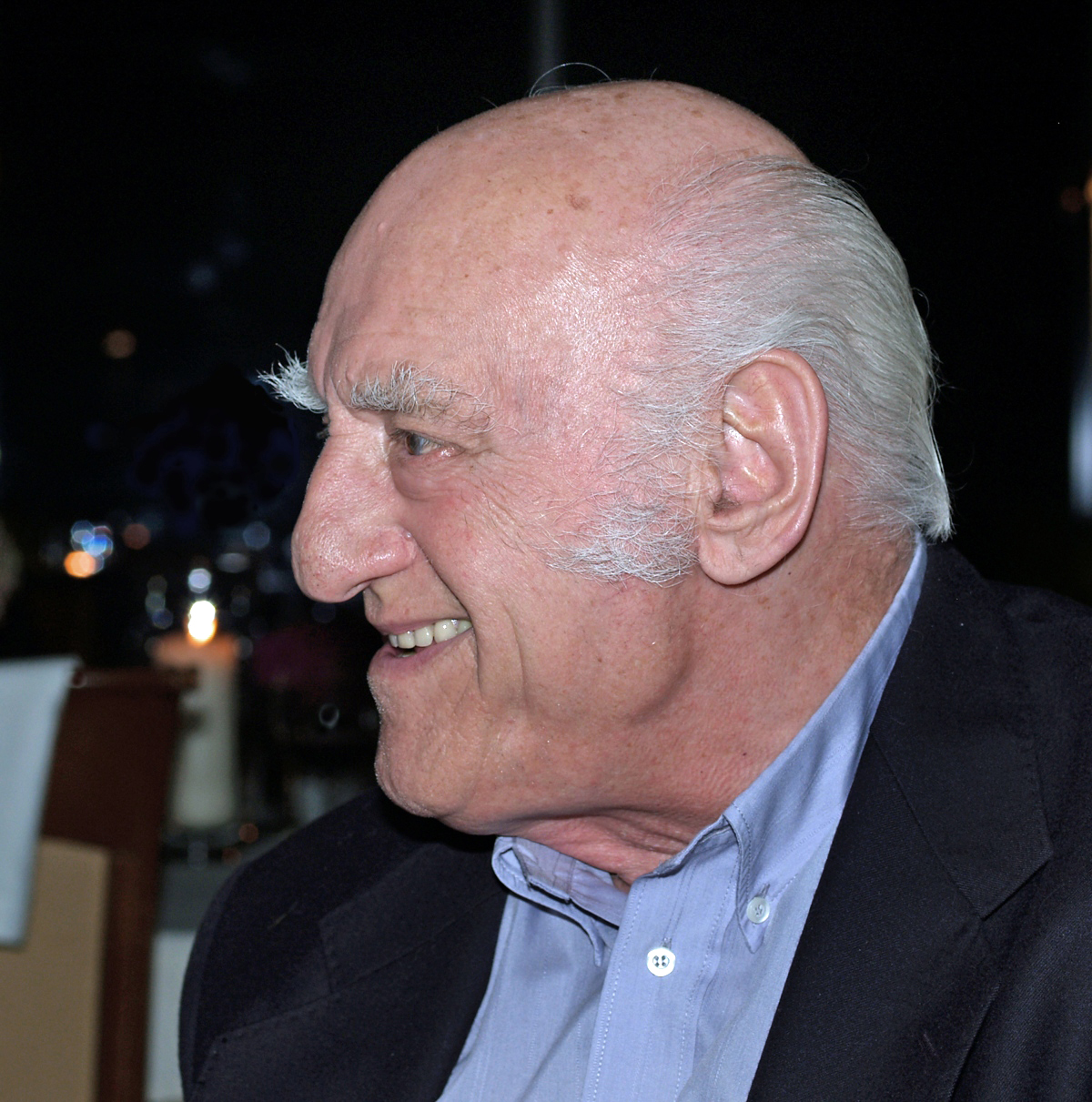
Jerzy Kawalerowicz, kierownik artystyczny studia w latach 1955–1968 i 1972–2007

W latach 1955–1968 i 1972–2007 kierownikiem artystycznym zespołu filmowego, a potem studia Kadr, był reżyser Jerzy Kawalerowicz. W latach 2008–2011 tę funkcję pełnił Jerzy Kapuściński, a po nim objął ją Łukasz Barczyk. Od 2015 roku dyrektorem artystycznym jest Filip Bajon.
Od 2009 roku Studio uczestniczy w programach rekonstrukcji cyfrowej filmów. Do końca 2017 roku, z zasobów zarządzanych przez Studio Filmowe „Kadr”, zrekonstruowanych zostało ponad 50 filmów.
Na podstawie Zarządzenia Ministra Kultury i Dziedzictwa Narodowego z dnia 3 września 2019 r., z dniem 1 października 2019 r. studio Kadr połączyło się ze studiami Tor, Zebra, SMF i „starą” WFDiF, na bazie których powstała nowa Wytwórnia Filmów Dokumentalnych i Fabularnych.

## Kierownicy literaccy
- 1955, 1980–1991: Krzysztof Teodor Toeplitz
- 1956–1968: Tadeusz Konwicki
- 1972–1977: Ryszard Kosiński
- 1977–1978: Aleksander Jerzy Wieczorkowski
- 1979–1980: Jerzy Bajdor

## Szefowie produkcji
- 1956–1968: Ludwik Hager
- 1972–1975: Edward Zajiček
- 1975–1989: Jerzy Laskowski
- 1989–1991: Zygmunt Król
- 1991–1999: Henryk Czepek
- 2009–2012: Wojciech Kabarowski
- 2012–2015: Jolanta Tobota
- 2015–2019: Dariusz Sidor

## Filmografia
Filmy
Lata 1950–1959. XX wieku
- 1956: Człowiek na torze[4], reż. Andrzej Munk
- 1956: Kanał, reż. Andrzej Wajda
- 1957: Eroica. Symfonia bohaterska w dwóch częściach, reż. Andrzej Munk
- 1957: Był sobie raz..., reż. Walerian Borowczyk, Jan Lenica
- 1957: Deszczowy lipiec, reż. Leonard Buczkowski
- 1958: Popiół i diament, reż. Andrzej Wajda
- 1958: Krzyż Walecznych, reż. Kazimierz Kutz
- 1958: Dom, reż. Walerian Borowczyk, Jan Lenica
- 1958: Ostatni dzień lata, reż. Tadeusz Konwicki
- 1958: Orzeł, reż. Leonard Buczkowski
- 1959: Pociąg, reż. Jerzy Kawalerowicz
- 1959: Lotna, reż. Andrzej Wajda

Lata 1960–1969. XX wieku
- 1960: Do widzenia, do jutra, reż. Janusz Morgenstern
- 1960: Matka Joanna od Aniołów, reż. Jerzy Kawalerowicz
- 1960: Niewinni czarodzieje, reż. Andrzej Wajda
- 1960: Nikt nie woła, reż. Kazimierz Kutz
- 1960: Szklana góra, reż. Paweł Komorowski
- 1961: Czas przeszły, reż. Leonard Buczkowski
- 1961: Ludzie z pociągu, reż. Kazimierz Kutz
- 1961: Samson, reż. Andrzej Wajda
- 1961: Tarpany, reż. Kazimierz Kutz
- 1961: Zaduszki, reż. Tadeusz Konwicki
- 1962: Jutro premiera, reż. Janusz Morgenstern
- 1962: Czerwone berety, reż. Paweł Komorowski
- 1963: Milczenie, reż. Kazimierz Kutz
- 1963: Pamiętnik Pani Hanki, reż. Stanisław Lenartowicz
- 1963: Smarkula, reż. Leonard Buczkowski
- 1963: Zacne grzechy, reż. Mieczysław Waśkowski
- 1964: Upał, reż. Kazimierz Kutz
- 1964: Pięciu, reż. Paweł Komorowski
- 1964: Przerwany lot, reż. Leonard Buczkowski
- 1964: Giuseppe w Warszawie, reż. Stanisław Lenartowicz
- 1965: Salto, reż. Tadeusz Konwicki
- 1965: Faraon, reż. Jerzy Kawalerowicz
- 1965: Sobótki, reż. Paweł Komorowski
- 1966: Marysia i Napoleon, reż. Leonard Buczkowski
- 1966: Cała naprzód, reż. Stanisław Lenartowicz
- 1966: Ktokolwiek wie..., reż. Kazimierz Kutz
- 1966: Mocne uderzenie, reż. Jerzy Passendorfer
- 1967: Skok, reż. Kazimierz Kutz
- 1967: Stajnia na Salvatorze, reż. Paweł Komorowski
- 1968: Gra, reż. Jerzy Kawalerowicz
- 1968: Molo, reż Wojciech Solarz
- 1968: Ostatni po Bogu, reż. Paweł Komorowski

Lata 1970–1979. XX wieku
- 1973: Bułeczka, reż. Anna Sokołowska
- 1973: Chłopi, reż. Jan Rybkowski
- 1974: Gniazdo, reż. Jan Rybkowski
- 1974: Wiosna, panie sierżancie, reż. Tadeusz Chmielewski
- 1975: Hazardziści, reż. Mieczysław Waśkowski
- 1975: Noce i dnie, reż. Jerzy Antczak
- 1975: Skazany, reż. Andrzej Trzos-Rastawiecki
- 1976: Inna, reż. Anna Sokołowska
- 1976: Ocalić miasto, reż. Jan Łomnicki
- 1976: Zofia, reż. Ryszard Czekała
- 1976: Ognie są jeszcze żywe, reż. Nobito Abe
- 1977: Śmierć prezydenta, reż. Jerzy Kawalerowicz
- 1977: Nie zaznasz spokoju, reż. Mieczysław Waśkowski
- 1978: Biały Mazur, reż. Wanda Jakubowska
- 1979: Paciorki jednego różańca, reż. Kazimierz Kutz
- 1979: Klincz, reż. Piotr Andrejew
- 1979: Ojciec królowej, reż. Wojciech Solarz
- 1979: Chciałbym się zgubić, reż. Jadwiga Kędzierzawska

Lata 1980–1989. XX wieku
- 1980: Spotkanie na Atlantyku, reż. Jerzy Kawalerowicz
- 1980: Ciosy, reż. Gerard Zalewski
- 1980: Czułe miejsca, reż. Piotr Andrejew
- 1980: Rodzina Leśniewskich, reż. Janusz Łęski
- 1980: Tango ptaka, reż. Andrzej Jurga
- 1981: Vabank, reż. Juliusz Machulski
- 1981: Debiutantka, reż. Barbara Sass
- 1981: Kłamczucha, reż. Anna Sokołowska
- 1981: Rdza, reż. Roman Załuski
- 1982: Austeria, reż. Jerzy Kawalerowicz
- 1982: Wielki Szu, reż. Sylwester Chęciński
- 1982: Krzyk, reż. Barbara Sass
- 1982: Słona róża, reż. Janusz Majewski
- 1982: Śpiewy po rosie, reż. Władysław Ślesicki
- 1982: Wyjście awaryjne, reż. Roman Załuski
- 1983: Seksmisja, reż. Juliusz Machulski
- 1983: Na straży swej stać będę, reż. Kazimierz Kutz
- 1983: Ślady wilczych zębów, reż. Jiri Svoboda
- 1984: Vabank II, czyli riposta, reż. Juliusz Machulski
- 1984: Szaleństwa Panny Ewy, reż. Kazimierz Tarnas
- 1985: Dziewczęta z Nowolipek, reż. Barbara Sass
- 1985: Rajska jabłoń, reż. Barbara Sass
- 1985: Jestem przeciw, reż. Andrzej Trzos-Rastawiecki
- 1985: List gończy, reż. Stanislav Strnad
- 1985: Wkrótce nadejdą bracia, reż. Kazimierz Kutz
- 1986: ESD, reż. Anna Sokołowska
- 1986: Pierścień i Róża, reż. Jerzy Gruza
- 1987: Na srebrnym globie, reż Andrzej Żuławski
- 1987: Kingsajz, reż. Juliusz Machulski
- 1987: Cyrk odjeżdża, reż. Krzysztof Wierzbiański
- 1987: W klatce, reż. Barbara Sass
- 1987: Zamknąć za sobą drzwi, reż. Krzysztof Szmagier
- 1988: Łabędzi śpiew, reż. Robert Gliński
- 1989: Konsul, reż. Mirosław Bork
- 1989: Po upadku, reż. Andrzej Trzos-Rastawiecki
- 1989: Jeniec Europy, reż. Jerzy Kawalerowicz

Lata 1990–1999. XX wieku
- 1990: Historia niemoralna, reż. Barbara Sass
- 1991: Dziecko szczęścia, reż. Sławomir Kryński
- 1991: Jeszcze tylko ten las, reż. Jan Łomnicki
- 1992: Wielka wsypa, reż. Jan Łomnicki
- 1994: Szczur, reż. Jan Łomnicki
- 1995: Za co?, reż. Jerzy Kawalerowicz
- 1997: Jubilat, reż. Krzysztof Szmagier (dokumentalny)
- 1998: Maria, reż. Krzysztof Szmagier (dokumentalny)

Lata 2000–2009. XXI wieku
- 2000: Od Sienkiewicza do Kawalerowicza, reż. Tadeusz Bystram (dokumentalny)
- 2001: Quo Vadis, reż Jerzy Kawalerowicz (koprodukcja)
- 2002: Kadry z historii „KADRU” 1956 – 2001, reż. Tadeusz Bystram (dokumentalny)
- 2002: Jak powstawało „Quo Vadis”, reż. Tadeusz Bystram (dokumentalny)
- 2003: Polscy nobliści, reż. Krzysztof Szmagier (dokumentalny)
- 2005: Laszczka, reż. Krzysztof Wierzbiański (dokumentalny)
- 2006: Kto nigdy nie żył…, reż. Andrzej Seweryn (koprodukcja)
- 2006: Czarodziejski świat Łazienek, reż. Krzysztof Wierzbiański (dokumentalny)
- 2007: Ogród Luizy, reż. Maciej Wojtyszko (koprodukcja)
- 2007: Między prawdą a wyobraźnią, reż Tadeusz Bystram (dokumentalny)
- 2009: Rewers, reż. Borys Lankosz
- 2009: Żyłem siedemnaście razy, reż. Tadeusz Bystram (dokumentalny)

Lata 2010–2019. XXI wieku
- 2010: Święty interes, reż. Maciej Wojtyszko (koprodukcja)
- 2011: Sala samobójców, reż. Jan Komasa
- 2011: Baby są jakieś inne, reż. Marek Koterski
- 2011: Koleżanki, reż. Sylwester Jakimow (krótkometrażowy) (koprodukcja)
- 2012: Jesteś Bogiem, reż. Leszek Dawid
- 2012: Whisky z mlekiem, reż. Kacper Lisowski (dokumentalny)
- 2012: Ixjana, reż. Józef Skolimowski, Michał Skolimowski (koprodukcja)
- 2013: Papusza, reż. Joanna Kos-Krauze, Krzysztof Krauze (koprodukcja)
- 2013: Jaskółka, reż. Bartosz Warwas (koprodukcja)
- 2014: Sąsiady, reż. Grzegorz Królikiewicz
- 2015: Hiszpanka, reż. Łukasz Barczyk
- 2015: Errata do życiorysu. Zdzisław Maklakiewicz, reż. Krzysztof Tchórzewski (koprodukcja) (dokumentalny)
- 2016: Pokolenia, reż. Janusz Zaorski (koprodukcja) (dokumentalny)
- 2016: Kosarewicz. Ktoś kto widzi lepiej, reż. Krzysztof Wierzbiański (koprodukcja) (dokumentalny)
- 2017: Reakcja łańcuchowa, reż. Jakub Pączek
- 2017: Biegacze, reż. Łukasz Borowski (koprodukcja) (dokumentalny)
- 2018: Całe życie w kinie, reż. Zbigniew Kowalewski (koprodukcja) (dokumentalny)
- 2018: Cienie imperium, reż. Karol Starnawski (dokumentalny)
- 2019: Piłsudski, reż. Michał Rosa

Seriale
Lata 1970–1979. XX wieku
- 1972: Chłopi, reż. Jan Rybkowski
- 1976–1987: 07 zgłoś się, reż. Krzysztof Szmagier
- 1977: Noce i dnie, reż. Jerzy Antczak

Lata 1980–1989. XX wieku
- 1980–2000: Dom, reż. Jan Łomnicki
- 1981: Rodzina Leśniewskich, reż. Janusz Łęski

Lata 2000–2009. XXI wieku
- 2002: Quo Vadis, reż. Jerzy Kawalerowicz (koprodukcja)